# 가상 밴드

2018년 라이브 공연 중인 가상 밴드 고릴라즈

가상 밴드(영어: Virtual band)는 멤버가 사람이 아닌 애니메이션 캐릭터 또는 가상 아바타로 묘사되는 밴드 또는 음악 그룹이다. 음악은 실제 음악가와 프로듀서가 녹음하며 음반, 비디오 클립 및 무대 공연의 시각적 구성 요소를 포함하여 가상 밴드와 관련된 모든 미디어는 애니메이션 라인업을 특징으로 한다. 대부분의 경우, 가상 밴드 멤버들은 노래의 작가 및 연주자로 표기되었다.
가상 밴드라는 용어는 2000년에 고릴라즈에 의해 대중화되었다. 그러나, 가상 밴드의 개념은 1958년 앨빈과 슈퍼밴드에 의해 처음 시연되었는데, 그들의 창작자인 로스 바그다사리안이 자신의 목소리 녹음을 가속화하여 Chipmunk voice를 달성하였다. 그 이후로 많은 가상 밴드가 자료를 녹음하였다. 컴퓨터 애니메이션, 셀 애니메이션, 보컬 믹싱 및 조작이 일반적인 특징이다.
가상 아이돌이라는 용어는 일본에서 유래되었으며, 1980년대부터 일본의 애니메이션 및 일본의 아이돌 문화에 뿌리를 두고 있다. 인기 있는 가상 아이돌로는 보컬로이드 가수 하츠네 미쿠와 버츄얼 유튜버인 키즈나 아이와 호시마치 스이세이 등이 있다.
이 용어는 때때로 멤버들이 작업을 위해 같은 물리적 장소에 있을 필요가 없는 인터넷을 사용하여 협업하는 음악 그룹과 혼동된다.

## 멤버
가상 그룹의 멤버는 자체적인 개성, 목소리, 역사, 연주 스타일을 가진 애니메이션 캐릭터로 묘사된다.
캐릭터를 묘사하는 데 사용되는 애니메이션 스타일은 다양하다. 아치스, 고릴라즈, 데스클록, 바나나 스플릿, 프로잭, 원티, 드바르, 르나르 퀸스턴, 콰시모토, MC 스캣 캣, 브이 버즈, 원 에스키모 및 앨빈과 슈퍼밴드와 같은 일부 그룹 및 아이돌은 손으로 그린 캐릭터이며, 그들의 미디어 대부분은 셀 애니메이션 및 만화 기법을 사용한다. 반면 하츠네 미쿠, 키즈나 아이, 크레이지 프로그, 겐키 로케츠, 구미베어, 피노키오, 더 봇츠, 스튜디오 킬러스, 비트캣츠, 펜타킬, K/DA, 유어 페이보릿 마션, 홀로라이브, 이터니티, MAVE:, 플레이브 및 나이비스와 같은 다른 그룹은 컴퓨터 생성이다.

## 제작

### 스튜디오 내
음악 녹음은 인간 음악가와 아티스트들에 의해 이루어지며, 가상 아티스트들은 인간을 모방하는 것으로 묘사된다. 어떤 경우에는 하츠네 미쿠의 보컬로이드처럼 기계 또는 신디사이저 애플리케이션에 의해 노래가 이루어진다. 이것은 스튜디오 내 녹음 과정을 사용하여 이루어진다. 자세한 설명은 음반 녹음을 참조하면 된다.
또한, 더 치프멍크스의 경우, 원하는 보컬 효과를 얻거나 실제 가수의 목소리와 다르게 만들기 위해 목소리 조작이 사용될 수 있다. 조작은 보컬 트랙의 재생 속도를 수정하거나 신시사이저 (보코딩)를 통해 수행된다.
작곡 및 제작 크레딧은 가상 밴드 캐릭터 또는 관련된 인간 작가 및 아티스트에게 할당될 수 있다.

### 무대 위
가상 밴드는 종종 홀로그램 콘서트를 통해 공연하며, 무대 위에서 디지털로 형상이 표현된다. 라이브 공연에는 두 가지 방법 중 하나가 사용될 수 있다. 첫 번째는 관객 상호작용을 거의 허용하지 않고 전체 세트를 애니메이션화한 다음 그대로 공연하는 것이다. 이 방법의 주요 단점은 관객 상호작용의 부족인데, 이 방법은 관객 반응을 예측할 수 있는 짧은 공연에 가장 적합하다.
두 번째이자 더 복잡한 방법은 다양한 반응과 상호작용을 허용한다는 점에서 첫 번째 방법과 다르다. 이는 다양한 반응에 맞춰 다양한 애니메이션 시퀀스를 재생할 준비가 되어 있고, 일치하는 대사가 있어야 한다는 것을 의미한다.
두 경우 모두, 대사와 악기 연주를 애니메이션 동작과 동기화하기 위해 광범위한 리허설이 필요하다. 이는 사전 녹음된 음악과 연설을 사용하여 제거할 수 있지만, 그렇게 하면 실제 라이브 경험이 약화될 수밖에 없다.
일부 비가상 아티스트 및 그룹은 일부 콘서트 투어 및 공연에서 유사한 기술을 사용하였다. 예를 들어, DJ 섀도는 그의 In Tune and On Time 투어에서 사전 애니메이션 시퀀스를 자신 뒤의 거대한 스크린에 재생하면서 세트를 공연하였다. 투어 전에는 상당한 양의 사전 계획 및 동기화 리허설이 필요하였다.

## 역사

### 초기 역사
당시에는 용어가 만들어지지 않았지만, 앨빈과 슈퍼밴드는 광범위한 명성을 얻은 최초의 가상 밴드였다. 앨빈과 그의 두 형제 사이먼, 시어도어, 그리고 그들의 매니저/아버지 데이브 세비야를 중심으로, 그들의 목소리는 로스 바그다사리안 시니어가 자신의 목소리 녹음을 가속화하여 독특한 소리를 만들어냈으며, 이 과정으로 그는 1959년 공학 분야에서 두 개의 그래미상을 수상했다.
다람쥐들의 성공은 또 다른 그룹인 너티 스쿼럴즈가 합류하도록 자극했다. 바그다사리안이 만든 스캣 버전으로, 그들은 Uh-Oh라는 노래로 아메리칸 톱 40에 진입하였다.

### 텔레비전
1968년, 바나나 스플릿은 NBC에서 처음 방영되었지만 톱 40 차트에 오르는 데 실패했다. 1년 후인 1969년, 경쟁사인 CBS의 아치스는 전 세계 팝 차트에 진입한 최초의 가상 밴드였다.
이 시기 동안, 조시 앤 더 푸시캣츠와 머펫 쇼와 같은 다른 텔레비전 프로그램들은 밴드를 포맷의 일부로 포함하기 시작했다. 이 쇼에 출연한 일부 그룹은 주류 음반을 발매하였으나 일부 밴드는 쇼가 끝난 후 해체되기도 했다.
필메이션이 제작한 아치스가 큰 팝 히트를 기록한 후, 해나 바베라는 조시 앤 더 푸시캣츠, 캐터누가 캣츠, 임파서블즈, 부치 캐시디 앤 더 선댄스 키즈, 재버죠 등 록 밴드의 모험을 담은 여러 만화 TV 쇼를 공개하기 시작했다.
1980년대에는 해즈브로가 젬이라는 애니메이션 TV 시리즈를 출시하였다.

### 일본의 가상 아티스트
가상 아이돌은 일본에서 유래했으며, 일본의 애니메이션 및 일본의 아이돌 문화에 뿌리를 두고 있으며, 1980년대 마크로스 메카 애니메이션 프랜차이즈에서 시작되었다. 최초의 가상 아이돌은 애니메이션 텔레비전 시리즈 초시공요새 마크로스와 애니메이션 영화 각색작인 초시공요새 마크로스: 사랑, 기억하고 있습니까의 주요 캐릭터 중 한 명인 가상의 가수 링 밍메이였다. 이이지마 마리가 목소리 연기를 맡은 링 밍메이는 실제로 세계에서 큰 성공을 거둔 최초의 가상의 아이돌 가수가 되었다. 사랑, 기억하고 있습니까? (영화 마크로스: 사랑, 기억하고 있습니까?의 주제곡)는 일본 오리콘 음악 차트에서 7위에 올랐으며, 이 노래는 그 후 수십 년 동안 여러 번 커버되었다.
일본의 사이버펑크 애니메이션 메가존 23은 EVE를 통해 가상 아이돌 개념을 더욱 발전시켰다. EVE는 원시적인 매트릭스와 같은 가상 현실 속에서 가상 아이돌의 형태를 취하는 컴퓨터 기반의 인공지능 (AI)으로 묘사된다. 메가존 23은 EVE의 매력 덕분에 일본에서 성공을 거두었으며, 나중에 북미에서 로보테크: 더 무비로 각색되었다. 유사한 개념이 나중에 마크로스 플러스에서 성간 팝 스타의 형태를 취하는 컴퓨터 프로그램인 가상 아이돌 샤론 애플과 함께 등장했다. 같은 해인 1994년, 마크로스 7의 가상의 일본의 록 음악 밴드 파이어 봄버는 상업적으로 성공을 거두었으며, 일본에서 여러 CD를 발매하였다.
호리프로는 1995년에 최초의 실사 AI 가상 아이돌인 다테 쿄코를 만들었다. 그녀의 창조는 마크로스 프랜차이즈와 두근두근 메모리얼과 같은 연애 시뮬레이션 게임, 그리고 컴퓨터 그래픽스의 발전에서 영감을 받았다. 초기 발표는 일본과 국제적으로 헤드라인을 장식하였으며, 1996년에 CGI 아이돌로 데뷔했다. 그러나 기술적 한계로 인해 부자연스러운 움직임과 같은 문제로 인해 상업적 성공을 거두지 못했다. 실패에도 불구하고, 21세기 초 상업적 성공을 거둔 이후의 가상 아이돌, 즉 보컬로이드 가수 하츠네 미쿠와 버츄얼 유튜버 키즈나 아이를 위한 템플릿을 제공하였다.
2007년에 크립톤 퓨처 미디어와 야마하는 보컬로이드 2와 함께 하츠네 미쿠의 보이스 뱅크를 출시하였다. 2009년에는 하츠네 미쿠가 첫 콘서트를 열었다. 다른 보컬로이드로는 MEIKO, KAITO, 카가미네 린·렌, 메구리네 루카가 있다.
가상 밴드는 비디오 게임에서 유래하기도 한다. 2015년 Wii U 게임 스플래툰은 다양한 가상 밴드에 크레딧된 곡들을 특징으로 하며, 가장 주목할 만한 것은 오징어 시스터즈라고 불리는 팝 듀오로, 홀로그램으로 여러 실제 콘서트를 개최했다. 이 게임의 2017년 닌텐도 스위치 속편인 스플래툰 2는 더 많은 가상 밴드를 소개하며, 가장 주목할 만한 것은 오징어 시스터즈와 유사한 듀오인 오프 더 훅이다. 이 두 듀오는 홀로그램으로 함께 공연했으며, 동물의 숲 뉴 호라이즌 출시를 축하하기 위해 동물의 숲 시리즈의 K.K. Slider가 특별 게스트로 초청되었다. 그 이전에 닌텐도는 게임 홍보를 위해 피크민 캐릭터로 구성된 가상 밴드 스트로베리 플라워를 만들었다. 그들의 첫 싱글인 사랑의 노래는 일본에서 큰 성공을 거두며 주간 오리콘 톱 200 싱글 차트에서 2위를 차지하였다. 2020년, 세가와 산리오가 협력하여 첫 번째 협업 가상 밴드인 비트캣츠를 만들었다.

### 서양 가상 아티스트
K/DA는 리그 오브 레전드 캐릭터 아리, 아칼리, 이블린, 카이사의 네 가지 테마 버전을 기반으로 하는 가상의 K-pop 걸 그룹이다. (여자)아이들 멤버 미연과 소연은 각각 아리와 아칼리의 목소리를 맡았고, 매디슨 비어는 이블린의 목소리를, 자이라 번스는 카이사의 목소리를 맡았다. 그러나 이 캐릭터들은 다른 아티스트들에 의해 목소리 연기를 하기도 하였다.
K/DA는 리그 오브 레전드 개발사인 라이엇 게임즈에서 개발했으며, 리그 오브 레전드 월드 챔피언십 2018에서 데뷔 싱글인 POP/STARS의 증강 현실 라이브 공연으로 공개되었다. 이 노래의 뮤직 비디오는 유튜브에 업로드된 후 바이럴이 되어 1개월 만에 1억 뷰를 넘어섰고, 2023년 5월 기준으로 5억 5천만 뷰를 달성하며 빌보드 월드 디지털 송 세일즈 차트에서 1위를 차지하였다.
2019년, 라이엇은 챔피언 에코, 아칼리, 키아나, 세나, 야스오를 특징으로 하는 가상 힙합 그룹 트루 데미지를 만들었다. 보컬리스트들은 리그 오브 레전드 월드 챔피언십 2019 개막식에서 자신들의 캐릭터 홀로그램 버전과 함께 데뷔곡 Giants의 라이브 버전을 공연하였다.
드바르는 러시아 출신의 익명 가상 밴드로, 다크웨이브 및 전자 음악을 연주한다.

## 같이 보기
- 아바타
- 불쾌한 골짜기
- 홀로그램 콘서트
- 버추얼 인플루언서
- 버츄얼 유튜버
- 보컬로이드